# Theodor Leupold
Theodor Leupold was een Duits wielrenner. Hij nam deel aan de Olympische Zomerspelen van 1896 in Athene.
Leupold eindigde vijfde in de 333,33 meter sprint, maar wel samen met twee anderen. Hij had een tijd van 27.0 seconden.